# 天安門 (小説)
『天安門』（てんあんもん、Tiananmen）は、リービ英雄が1995年に発表した小説である。幼年期を中華民国（台湾）で暮らした米国人の北京訪問を通して中華人民共和国（中国）との関係性を描いた純文学である。『群像』1996年1月号に掲載された。第115回芥川龍之介賞候補。

## 概要
主人公の米国人は外交官の父を持ち1955年から1960年までの5歳から10歳になるまでの5年間を台湾で暮らした。これは著者のリービの来歴と完全に一致する。そしてリービは実際に1993年に北京を訪問した。本作はその体験が反映されている。
しかし主人公は一人称ではなく三人称の「かれ」（漢字の「彼」ではなく平仮名）で語られる。昔の台湾での生活も北京での体験も「かれ」と表記して自分から距離を離して描く。感情を抑えた冷静で落ち着いた文章である。私小説の要素は強いが典型的な私小説とは確実に差異がある。
日本語の文章の中に頻繁に英語や中国語の会話や文章が混じる。更に中国語や英語の単語をそのまま日本語の文の中に入れたり漢語に英語の振り仮名を付けたりして日英と日中が複雑に入り混じる。台湾で中国語と英語に囲まれて育った著者の幼年期の言語体験が色濃く表現される。

## 物語
米国人の主人公が飛行機で北京へ向かう。台湾で幼年期を暮らした彼は中国へ行くのはこれが初めてである。父は外交官で家には中国国民党の政治家や軍人が訪れた。母国の米国の記憶が殆ど無い彼には台湾が世界の全てであり中国は遠い異世界であった。
9歳の時に毛沢東の名前を初めて聞く。毛は彼の夢に不気味な怪物となって表れた。休日に父と中国出身の女性外交官と彼の三人でドライブに出かけた。父と女性が二人で話している隙に彼は目的無しに一人で走った。立ち止まり遠い向こうにまだ見ぬ中国と毛沢東の存在を感じた。やがて両親が離婚し母に引き取られた彼は米国へ渡った。父は例の女性と再婚した。

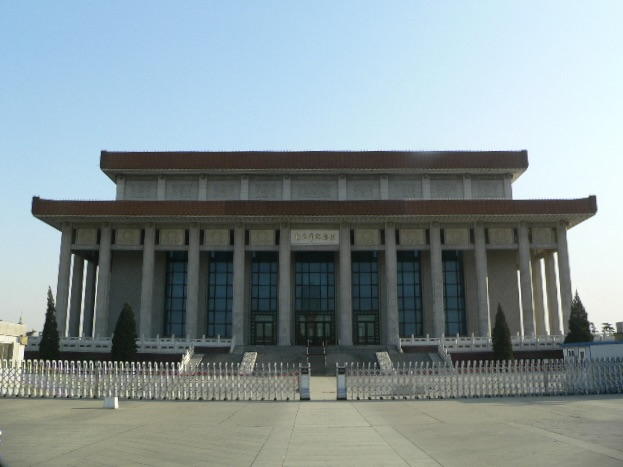
毛主席紀念堂

北京に到着した翌日に彼は毛主席紀念堂へ向かった。毛沢東の遺体を観覧するために無数の見物客と共に入る。毛の座像があった。彼は無意識に毛の名前を小さい声で呼んだ。遂に遺体と対面する。後ろの人が自分を押すのも構わず彼は遺体に向かって毛の名前を悲しそうに何度も絶叫した。彼は警護兵に捕まえられて外へ追い出された。

## 記憶とイメージ
冒頭から細かい記憶と不思議なイメージが描写される。主人公は飛行機の窓越しに夕焼け空を見て『東方紅』の歌詞と旋律を思い出す。米国の大学の講義で中国人の教員が歌った歌である。更に夕焼け空を毛沢東の顔のイメージに重ねる。
天安門広場を訪れた主人公は人民英雄紀念碑から上がる陽炎を見る。そして『万葉集』の柿本人麻呂の歌の一部を思い出す。
東（ひむかし）の

野に炎（かぎろい）の

立つ見えて
更に四五天安門事件の写真と数年前の六四天安門事件のテレビの画像の生々しい記憶も蘇える。主人公は陽炎を無残に虐殺された無数の人民の幽霊のイメージに重ねる。何事も無かったかの様に事件が綺麗に葬り去られても強い記憶と鮮烈なイメージは決して消えなかったのである。

## 毛沢東への感情
主人公が毛沢東の名前を絶叫する急激な展開で物語は唐突に終わる。名前を叫んだ理由も彼の心理も一切説明されない。それは決して感激でも怒りでも憎悪でもなく言葉で説明できない複雑な感情であった。
主人公の父は中国出身の女性外交官と交際した末に妻と離婚する。中国は彼の人生に拭えない大きな影を残した。その彼が毛の遺体と対面して生まれて初めて中国と向き合った。それは幼年期から現代中国史に否応無く付き合わされた彼だけの特別な感情が集約された叫びであった。

## 書誌情報
- 『天安門』講談社、1996年8月20日。ISBN 4-06-208406-6。
- リービ英雄 著「天安門」、日本文藝家協会編 編『文学 1997』講談社、1997年4月20日。ISBN 4-06-117097-X。